# Drosophila mangabeirai
Drosophila mangabeirai är en tvåvingeart som beskrevs av Malogolowkin 1951. Drosophila mangabeirai ingår i släktet Drosophila och familjen daggflugor.
Artens utbredningsområde sträcker sig från Puerto Rico och Costa Rica till Brasilien.